# 13 ذو القعدة
- السبت
- الأحد
- الاثنين
- الثلاثاء
- الأربعاء
- الخميس
- الجمعة

- 2826 أبريل 2025
- 2927 أبريل 2025
- 3028 أبريل 2025
- 129 أبريل 2025
- 230 أبريل 2025
- 31 مايو 2025
- 42 مايو 2025
- 53 مايو 2025
- 64 مايو 2025
- 75 مايو 2025
- 86 مايو 2025
- 97 مايو 2025
- 108 مايو 2025
- 119 مايو 2025
- 1210 مايو 2025
- 1311 مايو 2025
- 1412 مايو 2025
- 1513 مايو 2025
- 1614 مايو 2025
- 1715 مايو 2025
- 1816 مايو 2025
- 1917 مايو 2025
- 2018 مايو 2025
- 2119 مايو 2025
- 2220 مايو 2025
- 2321 مايو 2025
- 2422 مايو 2025
- 2523 مايو 2025
- 2624 مايو 2025
- 2725 مايو 2025
- 2826 مايو 2025
- 2927 مايو 2025
- 128 مايو 2025
- 229 مايو 2025
- 330 مايو 2025

13 ذو القعدة أو 13 ذو القعدة الحرام أو يوم 13 \ 11 (اليوم الثالث عشر من الشهر الحادي عشر) هو اليوم الثامن بعد الثلاثمائة (308) من أيَّام السنة (أو التاسع بعد الثلاثمائة لو كان شهر رمضان مُتممًا لليوم الثلاثين أو العاشر بعد الثلاثمائة لو أتم كلًا من صفر وربيع الآخر وجمادى الآخرة وشعبان ورمضان ثلاثين يومًا) وفق التقويم الهجري القمري (العربي). يبقى بعده 46 أو 47 يومًا لانتهاء السنة.

## أحداث
- 363هـ - الخليفة العباسي الثالث والعشرون أبو القاسم الفضل بن جعفر المطيع لله يخلع نفسه عن الخلافة بإرادته من دون إكراه بعد أن مرض وثقل لسانه، ويسلم الأمر إلى ولده عبد الكريم الطائع لله.
- 1096هـ - القائد العثماني القرمي سليم كراي يهزم ملك بولونيا يوحنا الثالث سوبياسكي في معركة بويان، وخسر البولونيون في هذه المعركة 6 آلاف قتيل و5 آلاف أسير.
- 1204 هـ - مولاي اليزيد يأمر بإعدام محمد العربي قادوس، كبير وزراء السلطان المغربي محمد الثالث بن عبد الله.
- 1271هـ - الدولة العثمانية تقوم لأول مرة في تاريخها بالاستدانة من الخارج؛ حيث حصلت على قرض مقداره 5 ملايين قطعة ذهبية بفائدة 5% من إنجلترا لتغطية نفقات حربها ضد روسيا.
- 1329هـ - فرنسا وألمانيا توقعان معاهدة لتسوية خلافاتهما بشأن المصالح الاستعمارية في كل من المغرب والكونغو، بحيث تعترف فرنسا بمصالح ألمانيا في الكونغو وتعترف ألمانيا بمصالح فرنسا في المغرب.
- 1357هـ - صدور أول نسخة من مجلة الثقافة المصرية.
- 1387هـ - اشتعال القتال على الحدود الأردنية / الإسرائيلية بين الجيش الإسرائيلي وقوات المقاومة الفلسطينية.
- 1392هـ - توقيع اتفاقية بين مصر والمجموعة الاقتصادية الأوروبية في بروكسل.
- 1400هـ - اندلاع الحرب العراقية ـ الإيرانية التي استمرت ثماني سنوات، وتسببت في خسائر فادحة للبلدين قُدرت بـ 450 ألف قتيل و500 مليار دولار، وقد توقفت بعد عام من صدور قرار مجلس الأمن الدولي رقم 589.
- 1425هـ - منتخب قطر لكرة القدم يفوز بكأس بطولة الخليج السابعة عشر المقامة في دولة قطر.
- 1429هـ - وزير الدولة لشئون الاثار المصرية الدكتور زاهي حواس يعلن عن اكتشاف هرم يبلغ من العمر 4,300 سنة يعود إلى الملكة «سشيشت» والدة الفرعون تتي.
- 1441هـ -
  - انتحار علي محمد الهق في بيروت، خلال ثورة 17 تشرين الأول.
  - الجزائر تستعيد رفات 24 من قادة المقاومة الجزائرية، بعد مرور 170 سنة على احتجازها وعرضها في متاحف فرنسية مختلفة.
- 1445هـ - إعلان وفاة الرئيس الإيراني إبراهيم رئيسي ومُرافقيه إثر تحطم مروحية بالقرب من ورزقان في محافظة أذربيجان الشرقية.

## مواليد
- 1327هـ - عماد حمدي، ممثل مصري.
- 1348هـ - عواطف رمضان، ممثلة مصرية.
- 1349هـ - عمر حجو، ممثل سوري.
- 1360هـ - سعد الله ونوس، كاتب مسرحي سوري.
- 1366هـ - مهرنوش إبراهيمي، بارتيزانة شيوعية إيرانية.
- 1373هـ - سيزين آكسو، مغنية وممثلة تركية.
- 1396هـ -
  - حسناء سيف الدين، ممثلة مصرية.
  - جواهر، ممثلة كويتية.
- 1400هـ -
  - محمد عيسى، لاعب كرة قدم كويتي.
  - أريام، مغنية إماراتية.
- 1404هـ - رامز ديوب، لاعب كرة قدم لبناني دولي.

## وفيات
- 289هـ إبراهيم الثاني بن أحمد الأغلبي تاسع ملوك الأغالبة
- 295هـ - علي المكتفي بالله، الخليفة السابع عشر من خلفاء بني العباس.
- 345هـ - أبو عمر الزاهد، عالم لغوي ومحدث مسلم.
- 1295هـ - أمين بن محمد الجندي، فقيه حنفي وقاضي وشاعر شامي.
- 1316هـ - محمد الفشاركي، رجل دين وفقيه شيعي إيراني.
- 1358هـ - محمود الكرمي، صحفي سياسي وشاعر ومعلم فلسطيني.
- 1370هـ - فهد العسكر، شاعر كويتي.
- 1385هـ - أحمد محمد أمين الراوي، عالم مسلم شافعي وشاعر عربي عراقي.
- 1389هـ - آغا بزرك الطهراني، فقيه ومؤرِّخ شيعي إيراني.
- 1433هـ - أحمد رمزي، ممثل مصري.
- 1437هـ - هاني مطر، ممثل كويتي.
- 1445هـ -
  - إبراهيم رئيسي، رئيس الجمهورية الإسلامية الإيرانية.
  - حسين أمير عبد اللهيان، سياسي إيراني.
  - مالك رحمتي، سياسي إيراني.
  - محمد علي آل هاشم، سياسي وعالم شيعي إيراني.

## وصلات خارجية
- موقع قصة الإسلام: حدث في شهر ذو القعدة.